# Hôpital Ambroise-Paré
Hôpital Ambroise-Paré, propriamente Hôpital Ambroise-Paré (Boulogne Billancourt), è un rinomato centro ospedaliero universitario nel Boulogne-Billancourt, progettato nel 1923.
È specializzato in oncologia e ematologia.
Membro dell'Assistance Publique – Hôpitaux de Paris e di un ospedale universitario dell'Università di Versailles Saint Quentin en Yvelines, è uno dei più grandi ospedali d'Europa.